# Spoorlijn Homburg - Ludwigshafen
De spoorlijn Homburg - Ludwigshafen onderdeel van de Pfälzische Ludwigsbahn is een Duitse spoorlijn in Saarland en Rijnland-Palts en is als lijn 3280 onder beheer van DB Netze.

## Geschiedenis
De Bayerische Eisenbahngesellschaft der Pfalz-Rheinschanz-Bexbacher Bahn werd op 30 maart 1838 opgericht. De naam werd in mei 1844 veranderd in Pfälzische Ludwigsbahn-Gesellschaft.
Het traject werd in fases geopend:
- Homburg - Kaiserslautern: 1 juli 1848
- Kaiserslautern - Frankenstein: 2 december 1848
- Frankenstein - Neustadt: 25 augustus 1849
- Neustadt - Ludwigshafen: 11 juni 1847

## Treindiensten
De Deutsche Bahn verzorgt het personenvervoer op dit traject met ICE, IC, RE en RB treinen. Vlexx verzorgt het personenvervoer met RE treinen.
| Serie           | Treinsoort                         | Route | Bijzonderheden                                                                                  |
| --------------- | ---------------------------------- | --- | ----------------------------------------------------------------------------------------------- |
| ICE 50          | InterCityExpress (DB Fernverkehr)  | Dresden Hbf – Dresden-Neustadt – Riesa – Leipzig Hbf – Erfurt Hbf – Gotha – Eisenach – Bad Hersfeld – Fulda – [ Hanau Hbf – Frankfurt (Main) Süd – Frankfurt (Main) Flughafen Fernbahnhof ] / [ Frankfurt (Main) Hbf – [ Frankfurt (Main) Flughafen Fernbahnhof – Mainz Hbf – Wiesbaden Hbf ] / [ Darmstadt Hbf – Mannheim Hbf – Neustadt (Weinstr) Hbf – Kaiserslautern Hbf – Homburg (Saar) Hbf – Saarbrücken Hbf ] ] ] |                                                                                                 |
| TGV 9560 ICE 82 | TGV / InterCityExpress (SNCF / DB) | Paris Est – Forbach – Saarbrücken Hbf – Kaiserslautern Hbf – Mannheim Hbf – Frankfurt (Main) Hbf | Rijdt éénmaal per vier uur. Één trein per dag stopt in Forbach.                                 |
| IC 50           | Intercity (DB Fernverkehr)         | [ Ostseebad Binz – Stralsund Hbf – Greifswald – Züssow – Pasewalk – Angermünde – Berlin Gesundbrunnen – Berlin Hbf – Berlin Südkreuz – Lutherstadt Wittenberg – Halle (Saale) Hbf – ] / [ Leipzig Hbf ] – Erfurt Hbf – Eisenach – [ Bebra – Kassel-Wilhelmshöhe – Warburg (Westf) – Altenbeken – Paderborn Hbf – Lippstadt – Soest – Hamm (Westf) – Dortmund Hbf – Bochum Hbf – Essen Hbf – Duisburg Hbf – Düsseldorf Flughafen – Düsseldorf Hbf ] / [ Fulda – Frankfurt (Main) Hbf – [ Darmstadt Hbf – Mannheim Hbf – Ludwigshafen (Rhein) Hbf – Neustadt (Weinstr) Hbf – Kaiserslautern Hbf – Homburg (Saar) Hbf – Saarbrücken Hbf ] / [ Frankfurt (Main) Flughafen Fernbahnhof – Mainz Hbf – Wiesbaden Hbf ]                       | Tweemaal per dag tussen Frankfurt en Saarbrücken. Eenmaal per dag van Stralsund naar Frankfurt. |
| IC/EC 62        | Intercity (DB Fernverkehr)         | [ Frankfurt (Main) Hbf – Darmstadt Hbf – Bensheim – Weinheim (Bergstraße) – Heidelberg Hbf ] / [ Saarbrücken Hbf – Homburg (Saar) Hbf – Kaiserslautern Hbf – Neustadt (Weinstr) Hbf – Ludwigshafen (Rhein) Hbf – Mannheim Hbf ] – Stuttgart Hbf – Ulm Hbf – Günzburg – Augsburg Hbf – München Hbf – München Ost – Rosenheim – Prien a Chiemsee – Traunstein – Freilassing – Salzburg Hbf – Golling-Abtenau – Bischofshofen – [ St. Johann im Pongau – Schwarzbach-St. Veit – Dorfgastein – Bad Hofgastein – Bad Gastein – Mallnitz-Obervellach – Spittal-Milstättersee – Villach Hbf – Velden am Wörthersee – Pörtschach am Wörthersee – Krumpendorf am Wörthersee – Klagenfurt Hbf ] / [ Schladming – Liezen – Selzthal – Graz Hbf ] | Rijdt elke twee uur.                                                                            |
| RE 1            | Regional-Express (DB Regio Mitte)  | Koblenz Hbf – Cochem (Mosel) – Wittlich Hbf – Trier Hbf – Dillingen (Saar) – Saarlouis Hbf – Saarbrücken Hbf – Homburg (Saar) Hbf – Kaiserslautern Hbf – Ludwigshafen (Rhein) Hbf – Mannheim Hbf |                                                                                                 |
| RE 6            | Regional-Express (DB Regio Mitte)  | Kaiserslautern Hbf – Hochspeyer – Neustadt (Weinstr) Hbf – Landau (Pfalz) Hbf – Winden (Pfalz) – Wörth (Rhein) – Karlsruhe Hbf |                                                                                                 |
| RE 15           | Regional-Express (Vlexx)           | Mainz Hbf – Bad Kreuznach – Hochspeyer – Kaiserslautern Hbf |                                                                                                 |
| RB 48           | Regionalbahn (DB Regio Mitte)      | Kaiserslautern Hbf – Hochspeyer – Enkenbach – Marnheim – Monsheim | alleen in het weekend van mei tot oktober                                                       |
| RB 49           | Regionalbahn (DB Regio Mitte)      | [ Wörth (Rhein) – Germersheim – Speyer Hbf – Schifferstadt – ] / [ Landau (Pfalz) Hbf – Edenkoben – Neustadt (Weinstr) Hbf – Haßloch (Pfalz) – ] / [ Kaiserslautern Hbf – Hochspeyer – Weidenthal – Lambrecht (Pfalz) – Neustadt (Weinstr) Hbf – Haßloch (Pfalz) – Schifferstadt – ] / [ Alzey – Eppelsheim (Rheinhess) – Monsheim – Worms Hbf – Bobenheim – Frankenthal Hbf – Ludwigshafen-Oggersheim – ] Ludwigshafen (Rhein) Hbf – Ludwigshafen (Rhein) BASF Süd – Ludwigshafen (Rhein) BASF Mitte – Ludwigshafen (Rhein) BASF Nord | alleen in de spits van en naar BASF                                                             |
| RB 65           | Regionalbahn (DB Regio Mitte)      | Kaiserslautern Hbf – [ Hochspeyer – ] Enkenbach – Winnweiler – Rockenhausen – Alsenz – Bad Münster am Stein – Bad Kreuznach – Langenlonsheim – Bingen (Rhein) Hbf |                                                                                                 |
| RB 67           | Regionalbahn (DB Regio Mitte)      | [ Kaiserslautern Hbf – Einsiedlerhof – Kindsbach – ] Landstuhl – Ramstein – Glan-Münchweiler – Altenglan – Kusel | alleen in de spits van/naar Kaiserslautern                                                      |
| RB 70           | Regionalbahn (DB Regio Südwest)    | Merzig (Saar) – Beckingen (Saar) – Dillingen (Saar) – Saarlouis Hbf – Ensdorf (Saar) – Bous (Saar) – Völklingen – Luisenthal (Saar) – Saarbrücken Hbf – St Ingbert – Rohrbach (Saar) – Homburg (Saar) Hbf – Hauptstuhl – Landstuhl – Kindstuhl – Kaiserslautern Hbf |                                                                                                 |

### S-Bahn RheinNeckar
Op het traject rijdt de S-Bahn RheinNeckar de volgende routes:
| Serie | Treinsoort        | Route | Bijzonderheden |
| ----- | ----------------- | --- | -------------- |
| S1    | S-Bahn (DB Regio) | Homburg (Saar) Hbf – Kaiserslautern Hbf – Hochspeyer – Neustadt (Weinstr) Hbf – Ludwigshafen (Rhein) Hbf – Mannheim Hbf – Heidelberg Hbf – Osterburken |                |
| S2    | S-Bahn (DB Regio) | Kaiserslautern Hbf – Hochspeyer – Neustadt (Weinstr) Hbf – Ludwigshafen (Rhein) Hbf – Mannheim Hbf – Heidelberg Hbf – Mosbach (Baden)                  |                |

## Aansluitingen
In de volgende plaatsen is of was er een aansluiting op de volgende spoorlijnen:
Homburg (Saar) Hauptbahnhof
DB 3250, spoorlijn tussen Saarbrücken en Homburg
DB 3281, spoorlijn tussen Homburg en Staudernheim
DB 3282, spoorlijn tussen Homburg en Neunkirchen
DB 3283, spoorlijn tussen Homburg en Einöd
DB 3284, spoorlijn tussen Homburg Hauptbahnhof en Homburg Rangierbahnhof
Landstuhl
DB 3306, spoorlijn tussen Landstuhl en Glan-Münchweiler
Einsiedlerhof
DB 3301, spoorlijn tussen Einsiedlerhof en Kaiserslautern
DB 3307, spoorlijn tussen Einsiedlerhof W6 en W532
DB 3308, spoorlijn tussen Einsiedlerhof W517 en W71
DB 3309, spoorlijn tussen Einsiedlerhof W74 en Opelwerk
Kaiserslautern Hauptbahnhof
DB 3300, spoorlijn tussen Kaiserslautern en Pirmasens Nord
DB 3301, spoorlijn tussen Einsiedlerhof en Kaiserslautern
DB 3302, spoorlijn tussen Kaiserslautern en Lauterecken-Grumbach
DB 3303, spoorlijn tussen Kaiserslautern en Enkenbach
Hochspeyer
DB 3320, spoorlijn tussen Hochspeyer en Bad Münster am Stein
aansluiting Hochspeyer Ost
DB 3321, spoorlijn tussen de aansluiting Hochspeyer Nord en de aansluiting Hochspeyer Ost
Lambrecht (Pfalz)
DB 3432, spoorlijn tussen Lambrecht en Elmstein
Neustadt (Weinstr) Hauptbahnhof
DB 3433, spoorlijn tussen Neustadt en Kapsweyer
DB 3436, spoorlijn tussen Neustadt en Bad Dürkheim
Neustadt (Weinstr)-Böbig
DB 3434, spoorlijn tussen Neustadt Hauptbahnhof W234 en W325
DB 3436, spoorlijn tussen Neustadt en Bad Dürkheim
aansluiting Böhl-Iggelheim
DB 3401, spoorlijn tussen de aansluiting Böhl-Iggelheim en Mannheim
aansluiting Limburgerhof
DB 3401, spoorlijn tussen de aansluiting Böhl-Iggelheim en Mannheim
Ludwigshafen-Mundenheim
DB 3402, spoorlijn tussen Ludwigshafen-Mundenheim en Ludwigshafen BASF Güterbahnhof
Ludwigshafen (Rhein) Hauptbahnhof
DB 3401, spoorlijn tussen de aansluiting Böhl-Iggelheim en Mannheim
DB 3403, spoorlijn tussen Ludwigshafen Hauptbahnhof W91 en W6
DB 3404, spoorlijn tussen Ludwigshafen Hauptbahnhof W389 en W158
DB 3405, spoorlijn tussen Ludwigshafen Hauptbahnhof en Ludwigshafen BASF Süd
DB 3410, spoorlijn tussen Ludwigshafen Hauptbahnhof W107 en W159
DB 3522, spoorlijn tussen Mainz en Mannheim

## Elektrische tractie
Het traject werd tussen 1961 en 1964 geëlektrificeerd met een spanning van 15.000 volt 16⅔ Hz.

## Galerij

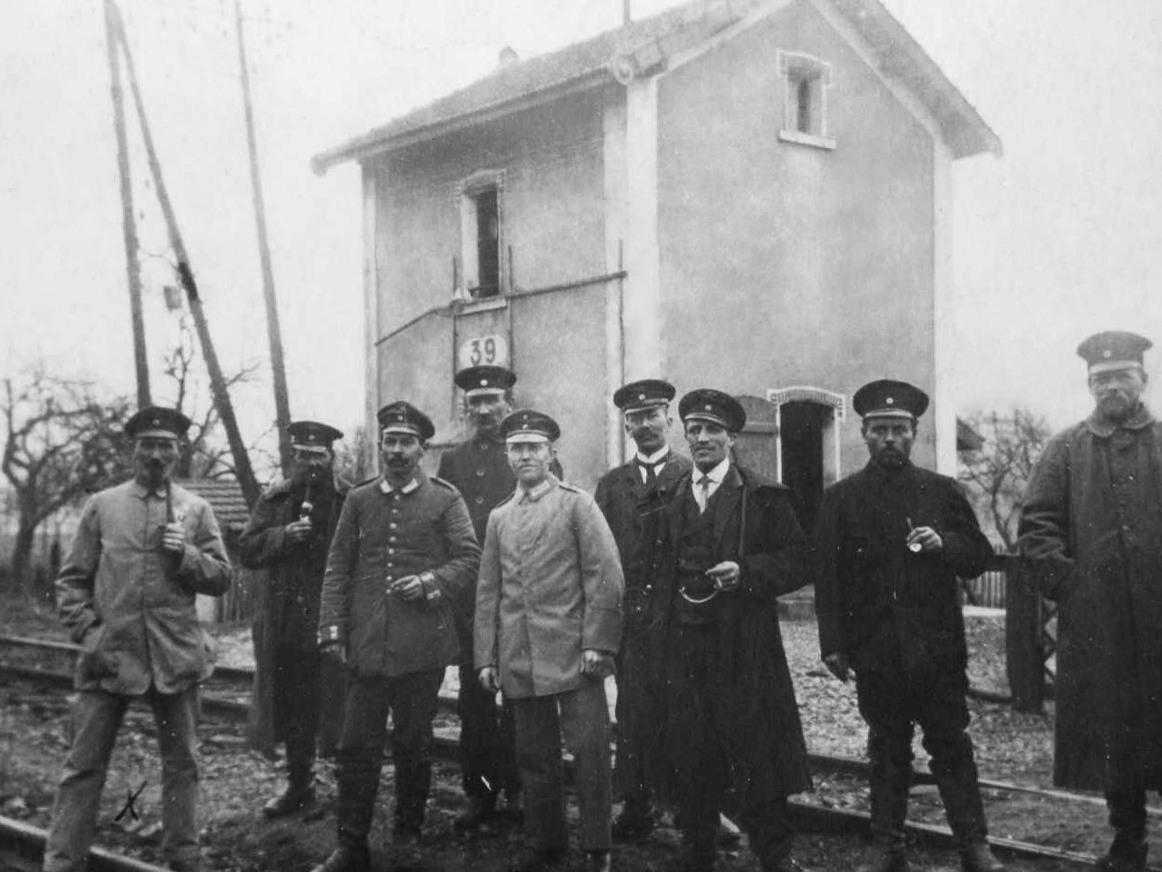
Station Einsiedlerhof in 1914
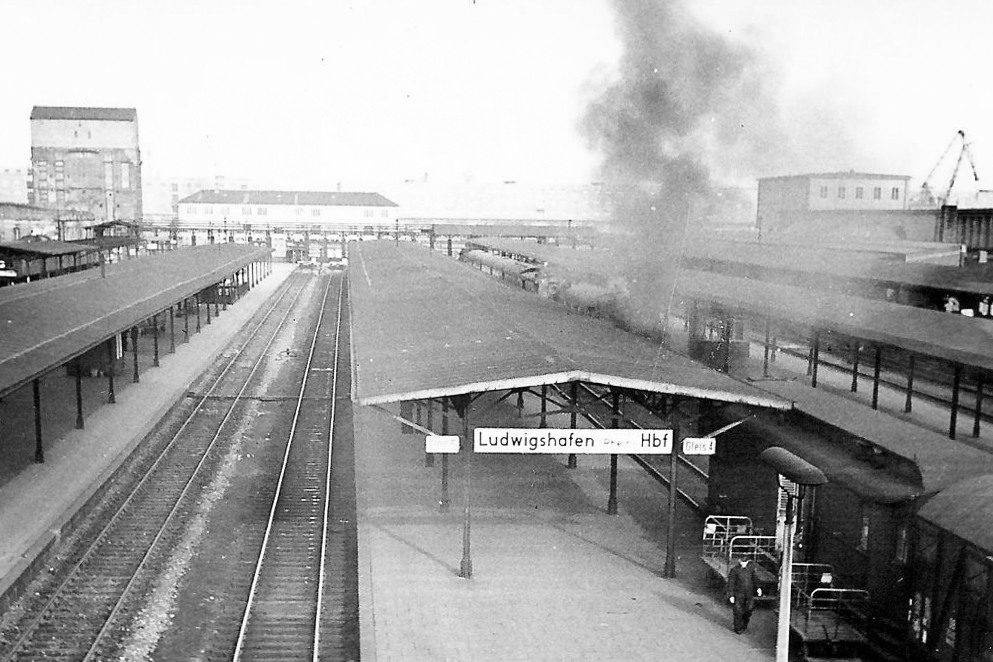
Ludwigshafen Hauptbahnhof in 1958
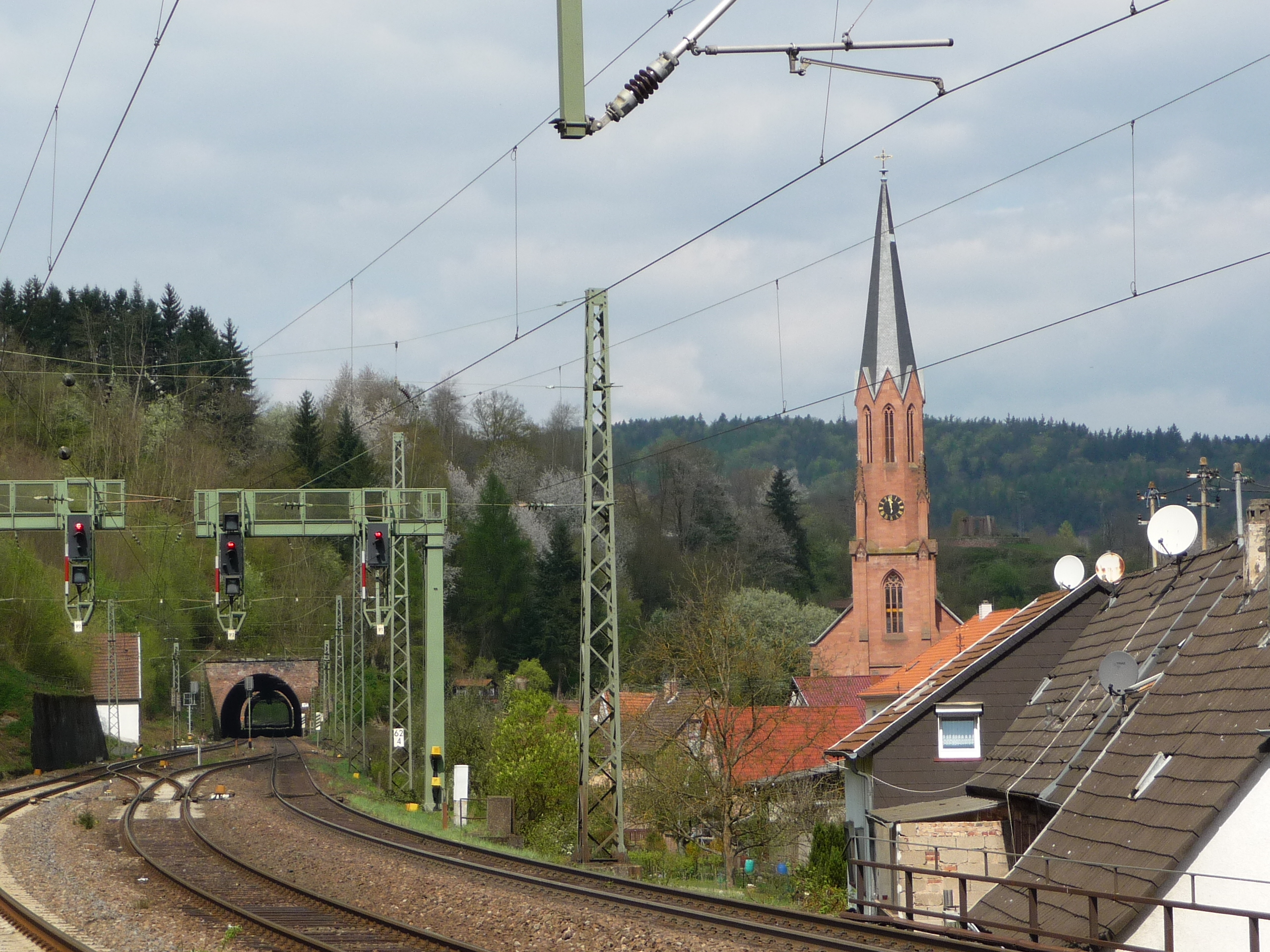
De spoorlijn bij Weidenthal